# Anthribinae

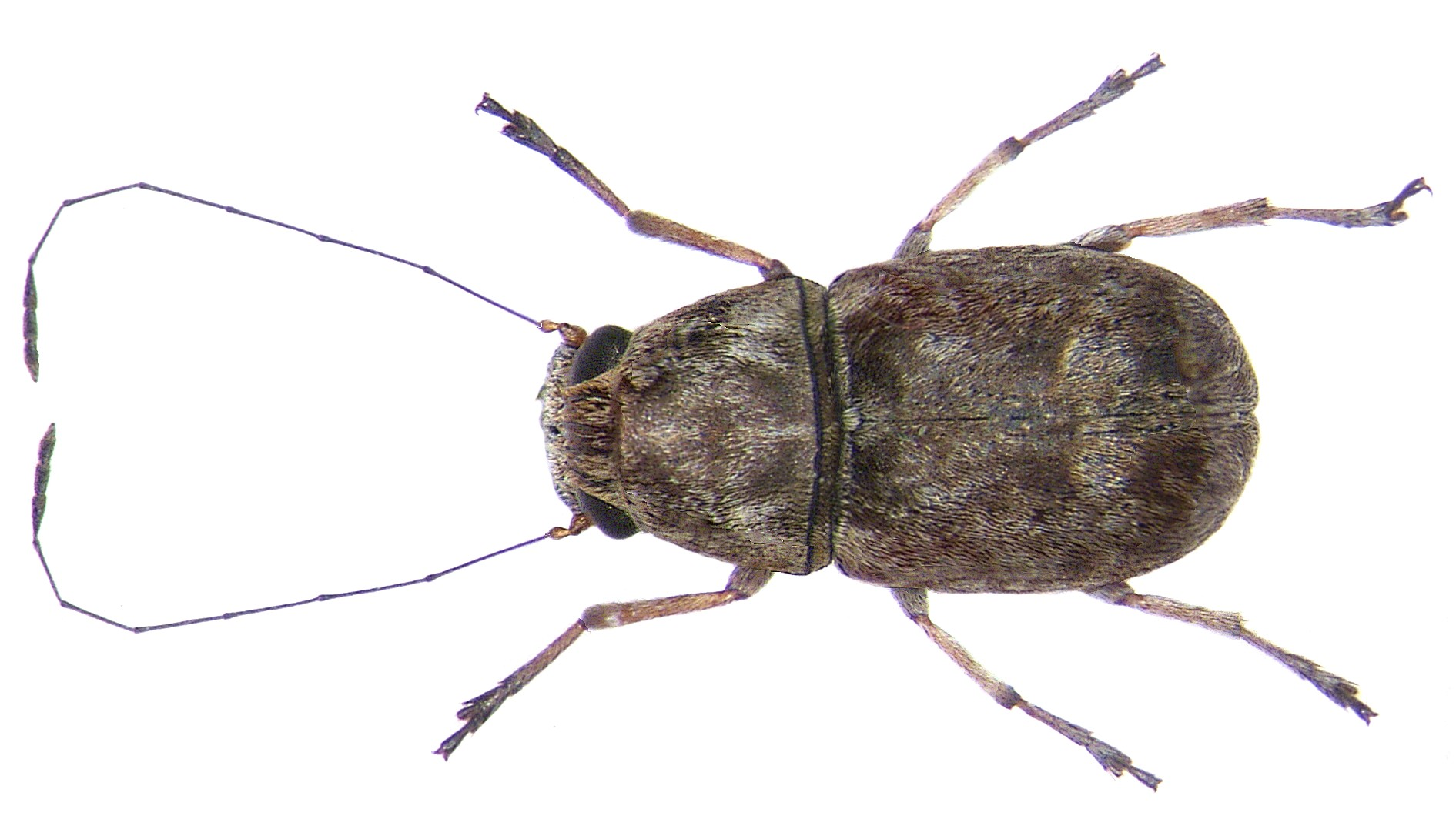
Exillis conxvexus

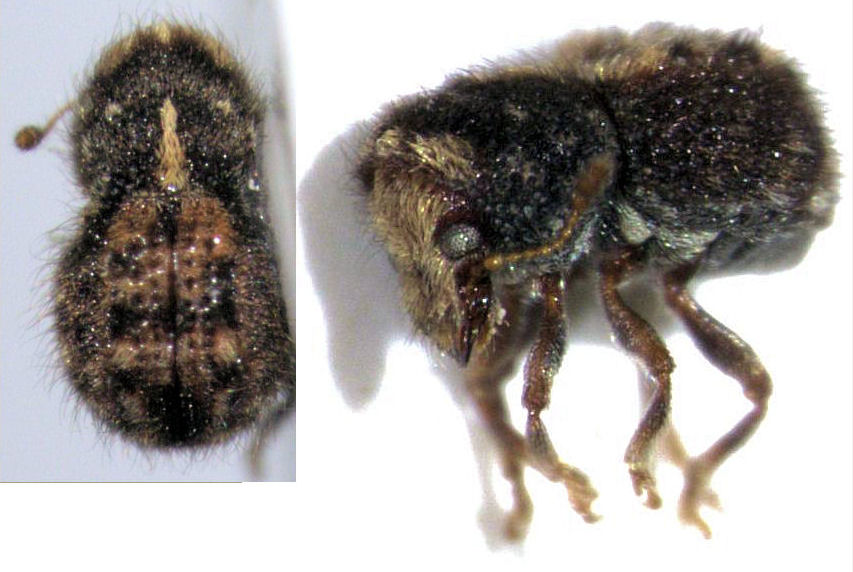
Xenanthribus hirsutus

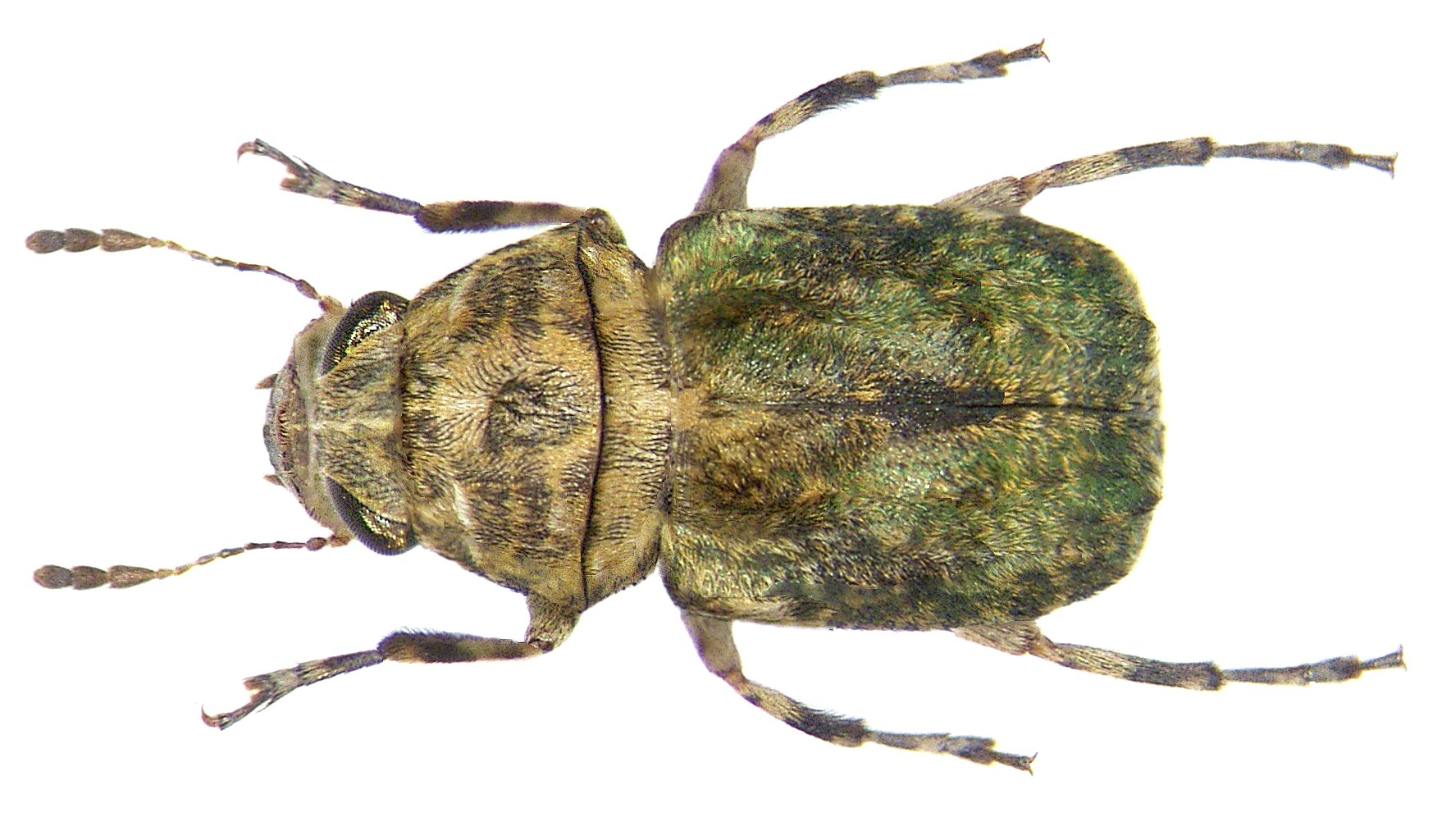
Gibber tuberculatus

Anthribinae – podrodzina chrząszczy z nadrodziny ryjkowców i rodziny kobielatkowatych.

## Opis
Chrząszcze o krępym, walcowatym i ciele i zwykle spłaszczonym ryjku (rostrum). Czułki osadzone mają po bokach głowy, a ich nasadowe człony są od góry przykryte są jej bocznymi rozszerzeniami. Wierzch ciała często z plamami lub pęczkami włosków. Tarczka widoczna. Pokrywy wyraźnie rowkowane. Stopy o trzecim członie skróconym, silnie wciętym, węższym od poprzednich. 
Larwy odznaczają się dwudzielnymi przetchlinkami, obecnością sześciu par jasno ubarwionych cewek Malpighiego, przerywanym mostkiem tentorialnym, wykształconymi głaszczkami wargowymi.

## Biologia i występowanie
Większość gatunków rozwija się w grzybach lub drewnie zainfekowanym grzybnią. Niektóre gatunki zjadają czerwce i mszyce. Podrodzina kosmopolityczna, ale większość gatunków występuje w strefie tropikalnej i subtropikalnej.

## Systematyka
Należy tu około 2650 opisanych gatunków, zgrupowanych w następujących plemionach:
- Anthribini Billberg, 1820
- Basitropini Lacordaire, 1865
- Corrhecerini Lacordaire, 1865
- Cratoparini LeConte, 1876
- †Cretanthribini Legalov, 2009
- Decataphanini Lacordaire, 1865
- Discotenini Lacordaire, 1865
- Ecelonerini Lacordaire, 1865
- Ischnocerini Lacordaire, 1865
- Gymnognathini Valentine, 1960
- Jordanthribini Morimoto, 1980
- Mauiini Valentine, 1990
- Mecocerini Lacordaire, 1865
- Mycteini Morimoto, 1972
- Ozotomerini Morimoto, 1972
- Piesocorynini Valentine, 1960
- Platyrhinini Bedel, 1882
- Platystomini Pierce, 1916
- Proscoporhinini Lacordaire, 1865
- Ptychoderini Jekel, 1855
- Sintorini Lacordaire, 1865
- Stenocerini Kolbe, 1895
- Tophoderini Lacordaire, 1865
- Trigonorhinini Valentine, 1999
- Tropiderini Lacordaire, 1865
- Xenocerini Lacordaire, 1865
- Xylinadini Lacordaire, 1865
- Zygaenodini Lacordaire, 1865